# Netzregelverbund

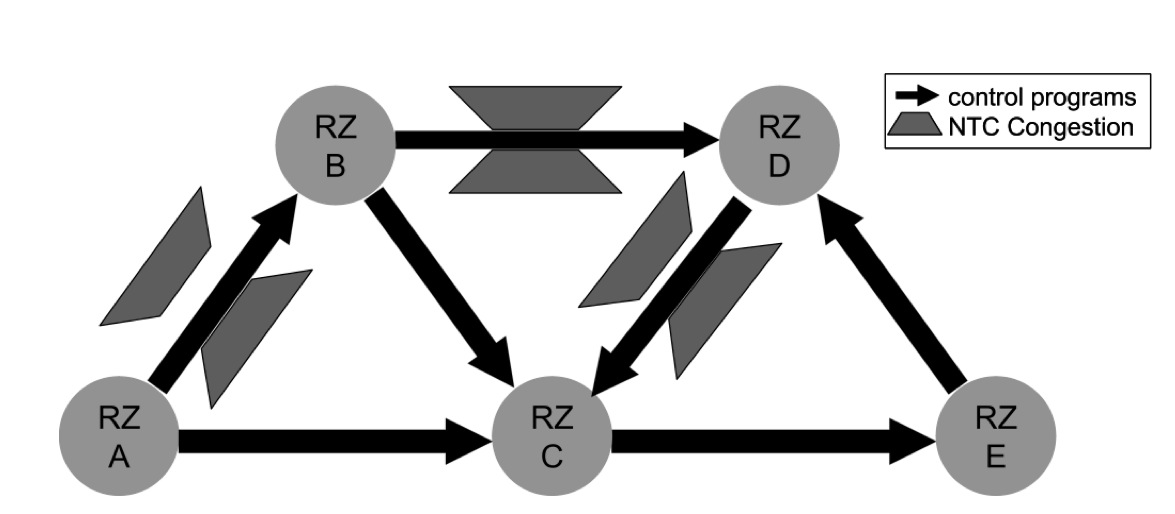
Abbildung 1: Die Abbildung zeigt eine beispielhafte Darstellung der horizontalen Struktur einzelner Regelzonen (RZ A bis E). Die „control programs“ beschreiben dabei den geplanten Energieaustausch über Fahrpläne. Bei engpassbehafteten Grenzen sind die freien Kapazitäten (NTC-Congestion) zwischen den einzelnen Regelzonen zu berücksichtigen. Die Kapazitäten dürfen von dem geplanten Energieaustausch nicht überschritten werden.

Mit dem Begriff Netzregelverbund (NRV) wird ein Konzept bezeichnet, das das Gleichgewicht von Verbrauch und Erzeugung elektrischer Leistung (Systembilanz) in untereinander verbundenen Stromnetzen optimiert, indem die gleichzeitige Aktivierung von positiver und negativer Regelleistung vermieden wird, sofern es die Netzkapazitäten und die Netzsicherheit zulassen.

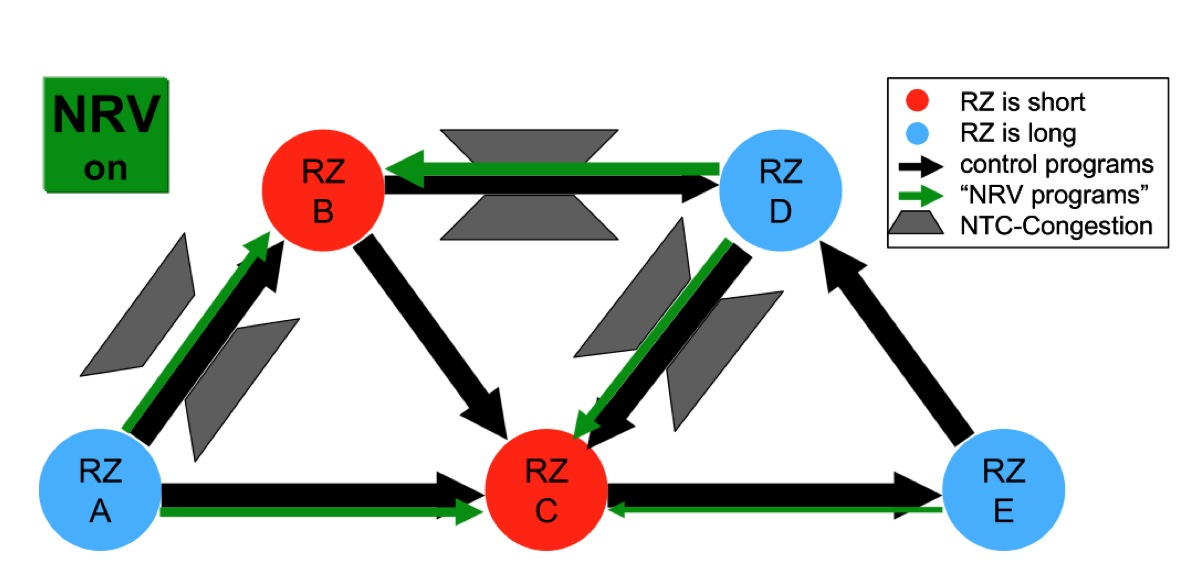
Abbildung 2: Die horizontale Struktur der Regelzonen (RZ) wurde um den NRV ergänzt („NRV programs“, grüne Pfeile). Der bisherige Austausch gemäß Abbildung 1 bleibt dabei bestehen. Regelzonen, die unterdeckt sind (rot), bekommen im Rahmen von Modul 1 zusätzlich Energie von Regelzonen, die überdeckt sind (blau). Der gegenläufige Abruf von Regelleistung wird so zwischen den einzelnen Regelzonen vermieden. Die Berücksichtigung der freien Kapazitäten bleibt dabei bestehen. Leistungsflüsse resultierend von dem Modulen 2-4 werden identisch behandelt.

## Prinzip

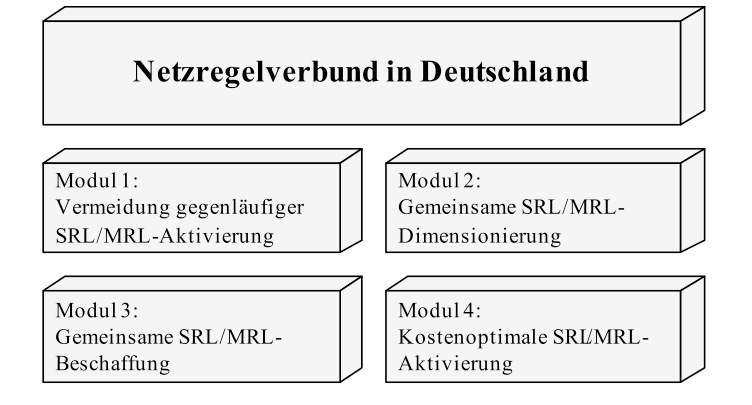
Abbildung 3: Module des Netzregelverbunds

Der Netzregelverbund besteht aus vier Modulen (siehe Abbildung 3), welche jeweils unterschiedliche technische bzw. wirtschaftliche Optimierungen verfolgen:

### Modul 1: Vermeidung gegenläufiger Regelleistungs-Aktivierung
Es ist unvermeidlich, dass es Zeiten gibt, in denen Regelzonen einen Mangel an Leistung haben, während andere Regelzonen gleichzeitig einen Leistungsüberschuss aufweisen. Das Ziel von Modul 1 ist die konsequente Vermeidung der gegenläufigen Aktivierung von Regelleistung durch kontrollierten und gezielten Energieaustausch zwischen den Regelzonen. Das Einsparpotential liegt in der Reduktion der gegenläufigen Regelleistungsarbeit und der damit verbundenen Kosten.

### Modul 2: Gemeinsame Regelleistungs-Dimensionierung
Das Ziel von Modul 2 ist die gemeinsame, regelzonenübergreifende Dimensionierung der Regelleistung und damit die Reduktion der vorzuhaltenden Leistung sowie der entsprechenden Kosten. Im Beispiel der vier deutschen Regelzonen ist die Dimensionierung nach Umsetzung von Modul 2 identisch zu einer fiktiven deutschen Regelzone.

### Modul 3: Gemeinsame Sekundärregelleistungs-Beschaffung
Modul 3 ermöglicht den teilnehmenden Übertragungsnetzbetreibern, Sekundärregelleistung von Anbietern in allen teilnehmenden Regelzonen zu beschaffen. Jeder Anbieter muss lediglich bei einem Übertragungsnetzbetreiber über eine fernwirktechnische Verbindung verfügen. Das Einsparpotential bei Modul 3 liegt in der Kostenreduktion durch mehr Wettbewerb als Folge der Reduzierung des technischen Aufwands für die Anbieter. Darüber hinaus ist eine enge Kopplung aus Systemverantwortung und der physikalischen Wirkung des Regelleistungseinsatzes erreicht. Diese enge Kopplung ist dann von Vorteil, wenn es zum Beispiel um die Beurteilung von Regelleistungsflüssen geht, und insbesondere im Störungsfall, zum Beispiel im Fall einer Inselnetzbildung.
Für Tertiärregelleistung (Minutenreserve) besteht die gemeinsame Beschaffung schon länger, da keine fernwirktechnische Verbindung erforderlich ist.

### Modul 4: Kostenoptimale Regelleistungs-Aktivierung
Der Einsatz der Regelleistung erfolgt wie bei einer Regelzone kostenoptimal für ganz Deutschland. Im Fall von drohenden Netzengpässen können die Übertragungsnetzbetreiber den Leistungsaustausch zwischen den Regelzonen richtungsabhängig einschränken oder aussetzen. Ziel von Modul 4 ist damit die regelzonenübergreifende, wirtschaftliche Optimierung der Regelleistungs-Aktivierung. Das Einsparpotential liegt somit in der Reduktion der Kosten für Regelarbeit.

## Technische Funktionsweise

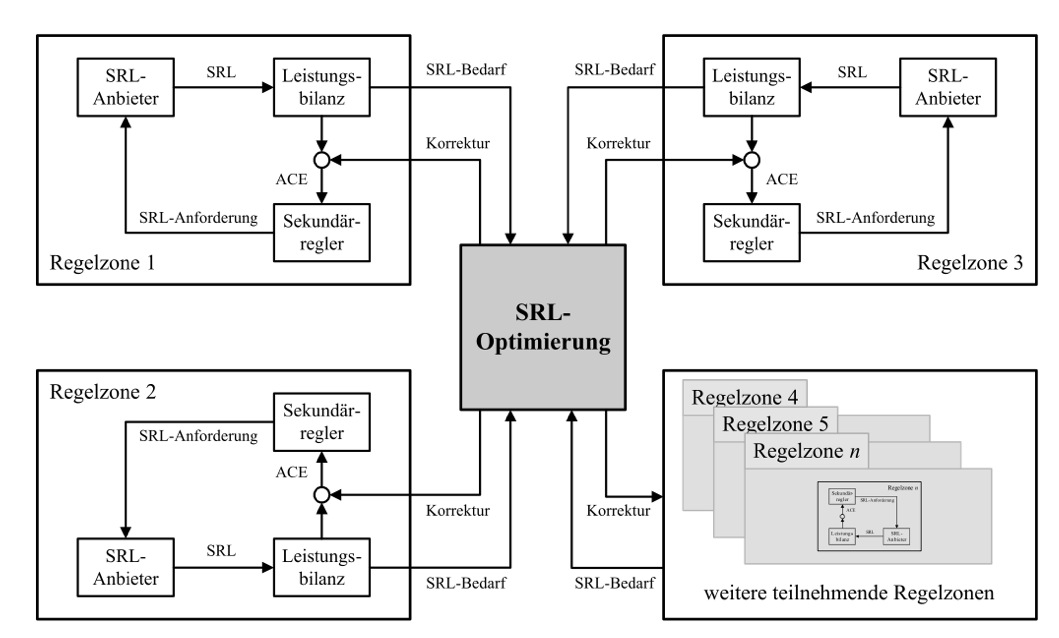
Abbildung 4: Grundprinzip der SRL-Optimierung

Das Grundprinzip des Netzregelverbunds basiert auf einer „Optimierungs-Software“. Die koordinierenden Funktionen sind in Abbildung 4 dargestellt.
Die Funktionsweise stellt sich generell so dar: Aufgrund von a priori unbekannten Schwankungen in Verbrauch und Erzeugung weicht die Leistungsbilanz einer Regelzone vom geforderten Sollwert ab. Der resultierende Bilanzfehler muss durch Aktivierung von Sekundärregelleistung ausgeglichen werden. Die Sekundärregelleistungs-Bedarfe der teilnehmenden Regelzonen werden der Optimierungs-Software gemeldet. Dieser berechnet einen Korrekturwert, der auf den Sollwert der entsprechenden Regelzone aufgeschlagen wird. Entsprechend ändert sich die Eingangsgröße des Sekundärreglers. Die Summe aller Korrekturwerte für alle am Netzregelverbund teilnehmenden Regelzonen ist zu jedem Zeitpunkt Null.
Die Korrekturaufschaltung berechnet sich gemäß den entsprechenden Algorithmen kurzzyklisch.

## Systemsicherheit und Engpassmanagement
Der koordinierte Betrieb mehrerer Sekundärregler im Netzregelverbund führt zu zusätzlichen Stromflüssen im Netz der beteiligten Regelzonen und in ihrer Nachbarschaft. Im Fall von Netzengpässen muss der regelzonenübergreifende Energieaustausch eingeschränkt werden. Jeder Übertragungsnetzbetreiber hat deshalb die Möglichkeit, Import- und Exportschranken für den aus der Optimierung resultierenden Energieaustausch festzulegen und im laufenden Betrieb jederzeit mit sofortiger Wirkung zu ändern. Im Notfall ist auch ein vorübergehender Austritt aus dem Netzregelverbund möglich.
Der Netzregelverbund erschließt somit das Optimum aus Netzsicherheit und der Nutzung von Synergien im Übertragungsnetz (siehe Abbildung 2).

## Wirtschaftlicher Nutzen
Der wirtschaftliche Nutzen des Netzregelverbunds hängt generell von den Störungen des Leistungsgleichgewichts in den beteiligten Regelzonen sowie den Preisen für Regelleistung und Regelenergie ab. Da die Faktoren variieren, lassen sich die Einsparungen durch den Netzregelverbund nur qualitativ bewerten.
Ein Gutachten, das von der Bundesnetzagentur 2009 in Auftrag gegeben wurde, beziffert die Einsparungen für Deutschland durch Vermeidung gegenläufiger Aktivierung der Regelleistung (Modul 1) auf etwa 120 Mio. Euro jährlich. Darüber hinaus ergeben sich weitere Einsparungen durch die Reduzierung der vorzuhaltenden Regelleistung (Modul 2) von ca. 140 Mio. Euro pro Jahr [3,6], die direkt den Netznutzern zugutekommen.
Durch die gemeinsame Beschaffung (Modul 3) sowie die regelzonenübergreifende Kostenoptimierung (Modul 4) des Einsatzes von Sekundärregelleistung und Tertiärregelleistung (Minutenreserve), erzielt der Netzregelverbund einen weiteren kostensenkenden Effekt. Simulationsuntersuchungen zu Modul 4 zeigen, dass die entsprechenden Einsparungen sich im zweistelligen Millionenbereich bewegen.
Ein weiterer Vorteil des Netzregelverbunds ist die Einführung des regelzonenübergreifenden einheitlichen Bilanzausgleichsenergiepreises (reBAP). Damit werden die Bilanzkreisabweichungen in allen deutschen Regelzonen mit demselben Ausgleichsenergiepreis abgerechnet.

## Teilnehmer

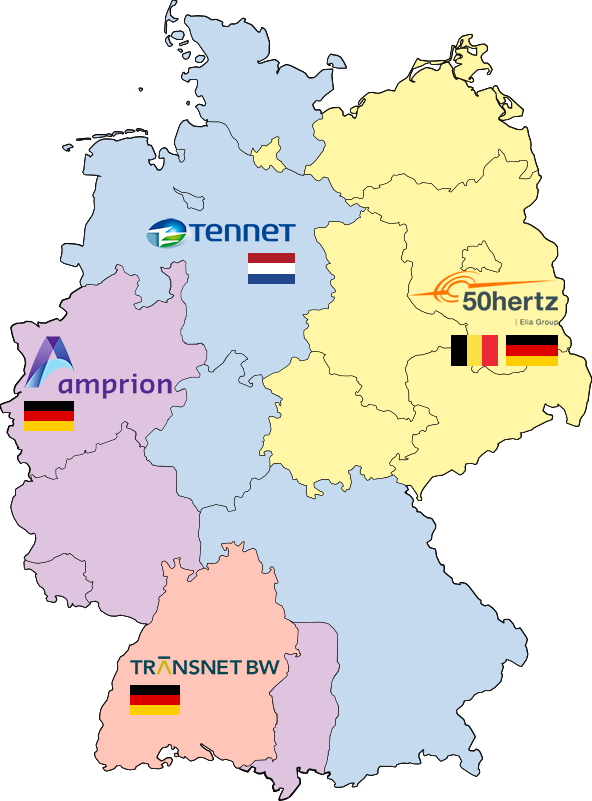
Abbildung 5: Aufteilung der ÜNB-Regelzonen in Deutschland

Der Netzregelverbund wurde in Deutschland beginnend mit dem Modul 1 im Dezember 2008 in Betrieb genommen und sukzessive um weitere Module erweitert. Die vier in Deutschland tätigen Übertragungsnetzbetreiber haben dazu eine Verbindung zwischen ihren Leistungs-Frequenz-Reglern eingerichtet. Jeder Netzbetreiber verfügt aber weiterhin über einen voll funktionsfähigen Leistungs-Frequenz-Regler und ist im Notfall in der Lage, seine Regelzone autark im Leistungsgleichgewicht zu halten.
Der Netzregelverbund kann sukzessive auf weitere Regelzonen ausgedehnt werden. Aktuell nehmen folgende Regelzonen am Netzregelverbund teil:

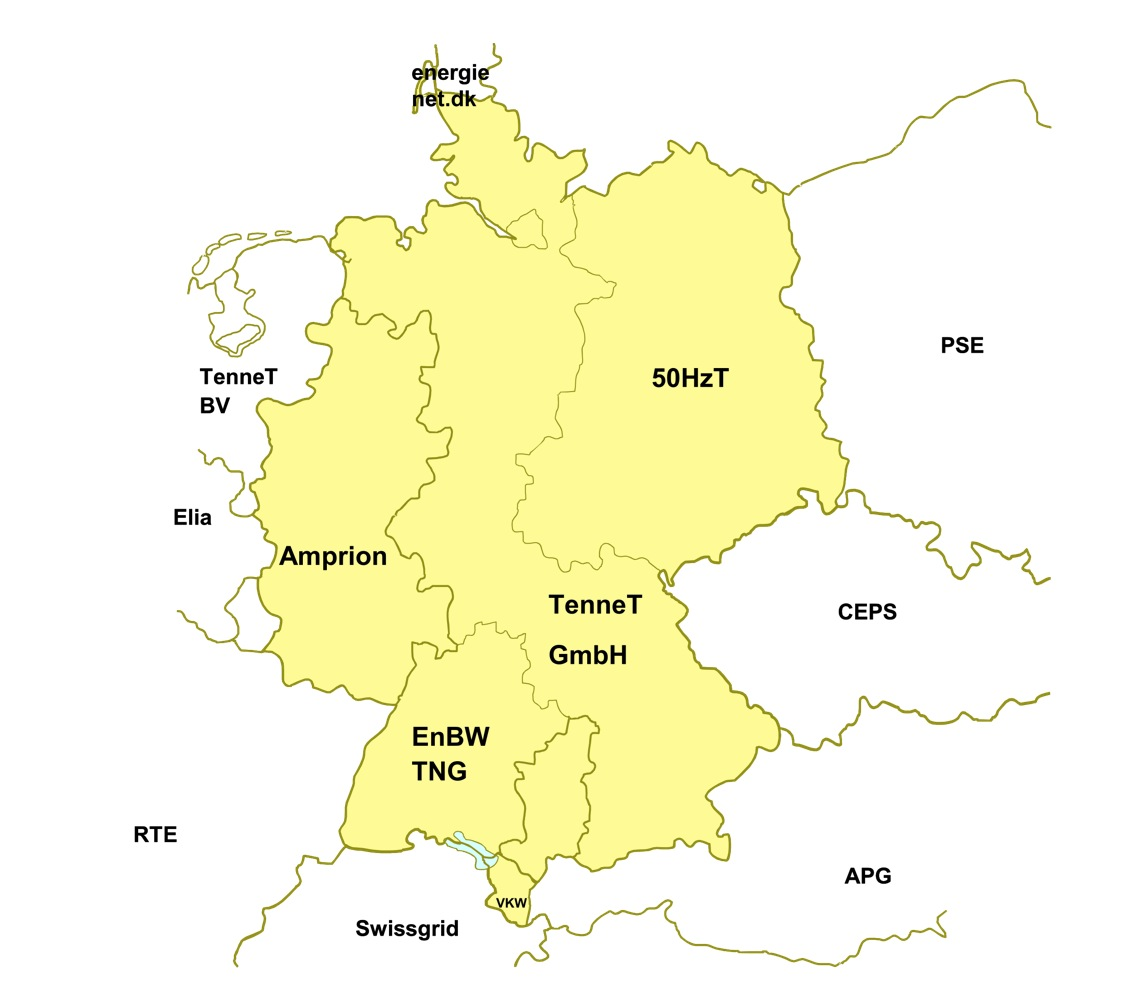
Abbildung 6: Deutschland ist seit dem NRV ein gemeinsamer Regelenergiemarkt

- 50Hertz Transmission GmbH (früher: Vattenfall Europe Transmission GmbH) seit Dezember 2008
- TenneT TSO (früher: E.ON Netz GmbH) seit Dezember 2008
- TransnetBW GmbH (früher: EnBW Transportnetze AG) (TNG) seit Dezember 2008
- Amprion GmbH seit Mai 2010

Teilnehmer aus dem Ausland (nur Modul 1)
- Dänemark: Energinet.dk seit Oktober 2011
- Niederlande: Tennet seit Februar 2012
- Schweiz: swissgrid seit März 2012
- Tschechische Republik: ČEPS seit Juni 2012
- Belgien: Elia System Operator seit Oktober 2012
- Österreich: APG seit April 2015
- Frankreich: RTE seit Februar 2016
- Slowenien: ELES seit Februar 2019
- Kroatien: HOPS seit Februar 2019

## Internationale Kooperation (Grid Control Cooperation, GCC)

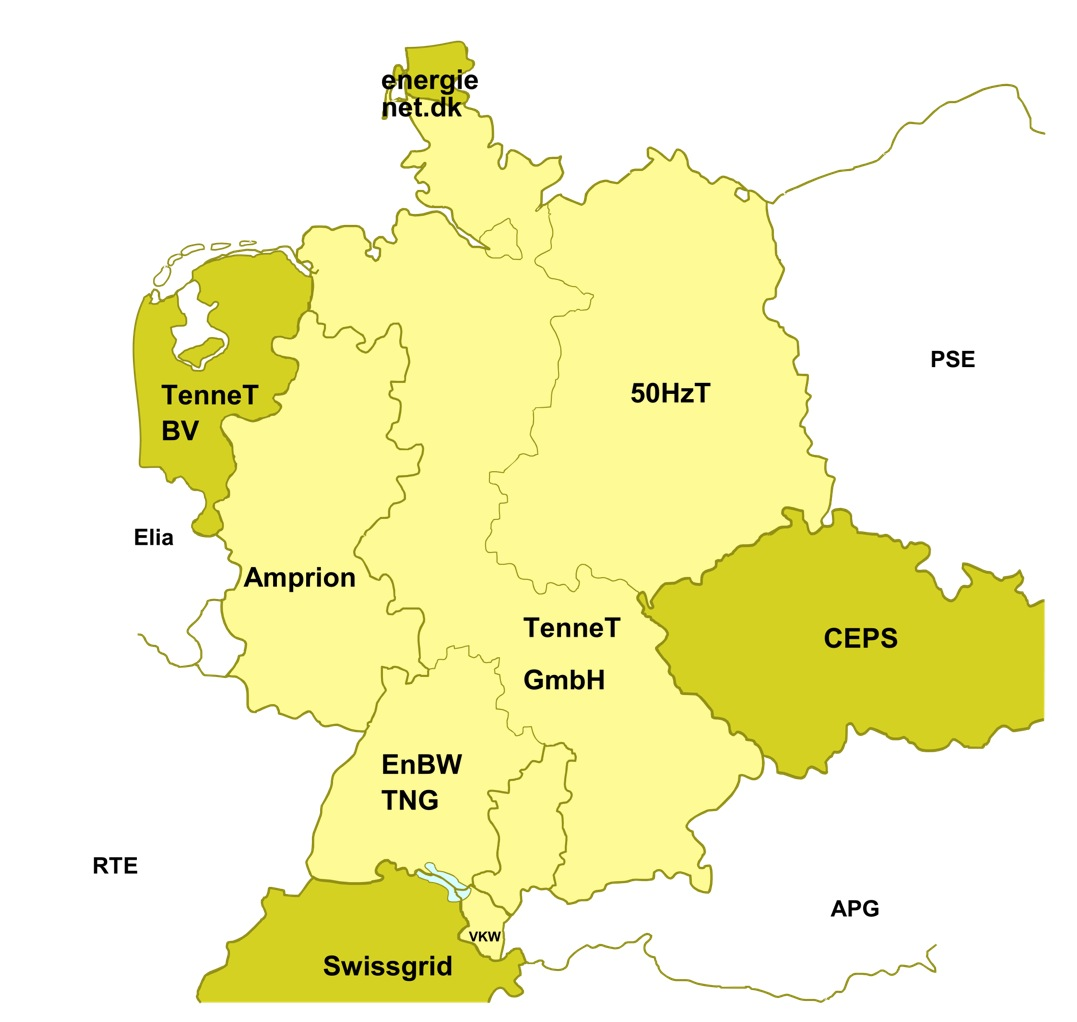
Abbildung 7: Geplante internationale Erweiterung des Netzregelverbunds

Im kontinentaleuropäischen Verbundnetz (→ENTSO-E RG CE, ehemals UCTE) gibt es derzeit über 30 Regelzonen. Diese sind unabhängig voneinander für ihr Leistungsgleichgewicht verantwortlich. Die autarke Netzregelung hat den Vorteil eines definierten Energieaustausches und einer planbaren Netzbelastung, bewirkt allerdings höhere Kosten. Entsprechend gibt es auch auf europäischer Ebene ein Interesse am Konzept des in Deutschland eingeführten Netzregelverbunds.
Am einfachsten lässt sich die Vermeidung einer gegenläufigen Aktivierung der Regelleistung (Modul 1) umsetzen. Eine solche Kooperation ist mit den Ländern Dänemark, Niederlande, Schweiz und Belgien realisiert. Für die weiteren Module sind unterschiedlichste wirtschaftliche, regulatorische und technische Harmonisierungen notwendig, weshalb diese üblicherweise erst in einem zweiten Schritt umgesetzt werden.

## Historische Entwicklung
Bereits im Dezember 2008 haben drei der vier deutschen Übertragungsnetzbetreiber – EnBW Transportnetze AG (heute: TransnetBW GmbH), E.ON Netz GmbH (heute: TenneT TSO GmbH) und Vattenfall Europe Transmission GmbH (heute: 50Hertz Transmission GmbH) – das erste Modul des Netzregelverbunds in Betrieb genommen. Dieses dient der Vermeidung eines gegenläufigen Abrufes von Regelleistung.
Im Mai 2009 folgte das Modul 2. Dieses erlaubt den Übertragungsnetzbetreibern unter anderem eine Dimensionierung der Regelleistung, die der einer einzigen Regelzone entspricht.
Die Bildung eines einheitlichen Regelleistungsmarkts für Sekundärregelleistung (Modul 3) folgte im Juli 2009 und wurde im September 2009 durch den regelzonenübergreifenden, kostenoptimalen Sekundärregelleistungsabruf (Modul 4) ergänzt.
Seit Juli 2010 rufen die vier deutschen ÜNB zudem die Minutenreserve über alle vier Regelzonen preisoptimal ab (ausgenommen bei Netzengpässen oder sonstigen Störungen).
Nach dem Beschluss der Bundesnetzagentur, die deutschlandweite Einführung des Netzregelverbunds bis spätestens 31. Mai 2010 umzusetzen, ist der vierte deutsche Übertragungsnetzbetreiber Amprion GmbH im Mai 2010 dem Netzregelverbund beigetreten.